# Erythrodiplax
Erythrodiplax är ett släkte av trollsländor. Erythrodiplax ingår i familjen segeltrollsländor.

## Bildgalleri

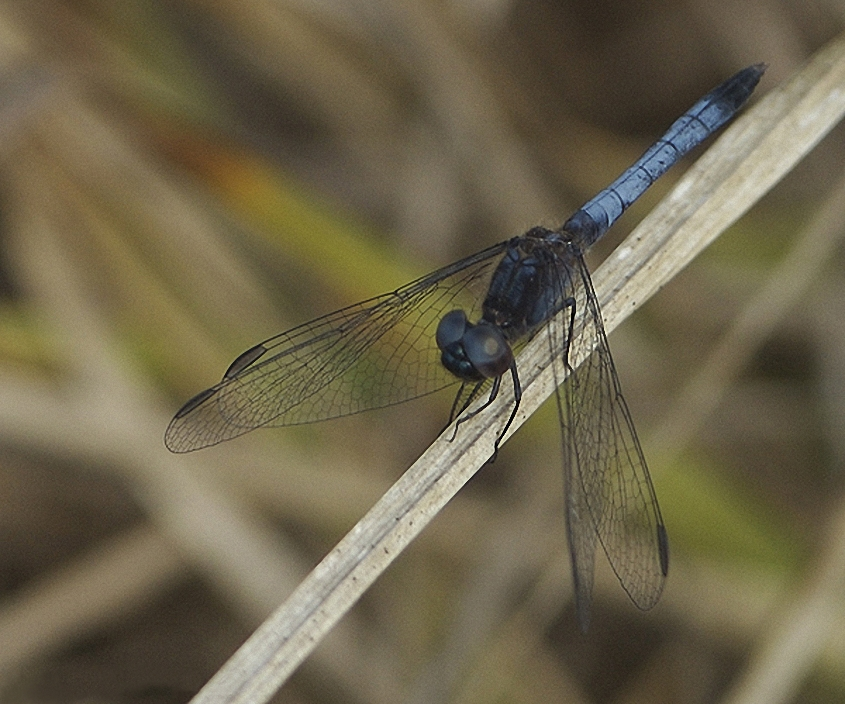

## Dottertaxa tillErythrodiplax, i alfabetisk ordning[1]
- Erythrodiplax abjecta
- Erythrodiplax acantha
- Erythrodiplax amazonica
- Erythrodiplax anatoidea
- Erythrodiplax andagoya
- Erythrodiplax angustipennis
- Erythrodiplax anomala
- Erythrodiplax atroterminata
- Erythrodiplax attenuata
- Erythrodiplax avittata
- Erythrodiplax basalis
- Erythrodiplax berenice
- Erythrodiplax branconensis
- Erythrodiplax bromeliicola
- Erythrodiplax castanea
- Erythrodiplax cauca
- Erythrodiplax chromoptera
- Erythrodiplax cleopatra
- Erythrodiplax clitella
- Erythrodiplax connata
- Erythrodiplax corallina
- Erythrodiplax diversa
- Erythrodiplax erratica
- Erythrodiplax famula
- Erythrodiplax fervida
- Erythrodiplax fulva
- Erythrodiplax funerea
- Erythrodiplax fusca
- Erythrodiplax gomesi
- Erythrodiplax hyalina
- Erythrodiplax ines
- Erythrodiplax juliana
- Erythrodiplax justiniana
- Erythrodiplax kimminsi
- Erythrodiplax latimaculata
- Erythrodiplax lativittata
- Erythrodiplax laurentia
- Erythrodiplax leticia
- Erythrodiplax longitudinalis
- Erythrodiplax luteofrons
- Erythrodiplax lygaea
- Erythrodiplax maculosa
- Erythrodiplax media
- Erythrodiplax melanica
- Erythrodiplax melanorubra
- Erythrodiplax minuscula
- Erythrodiplax nigricans
- Erythrodiplax nivea
- Erythrodiplax ochracea
- Erythrodiplax pallida
- Erythrodiplax paraguayensis
- Erythrodiplax parvimaculata
- Erythrodiplax solimaea
- Erythrodiplax tenuis
- Erythrodiplax transversa
- Erythrodiplax umbrata
- Erythrodiplax unimaculata